# Oxytropis tschimganica
Oxytropis tschimganica är en ärtväxtart som beskrevs av Nikolai Fedorovich Gontscharow. Oxytropis tschimganica ingår i släktet klovedlar, och familjen ärtväxter. Inga underarter finns listade i Catalogue of Life.